# Dewa Shigetō
Dewa Shigetō est un nom japonais traditionnel ; le nom de famille (ou le nom d'école), Dewa, précède donc le prénom (ou le nom d'artiste).
Le baron Dewa Shigetō (出羽 重遠, 10 décembre 1856-27 janvier 1930) est un amiral des débuts de la Marine impériale japonaise.

## Biographie
Dewa est le fils d'un samouraï du domaine d'Aizu (actuelle préfecture de Fukushima). Dans sa jeunesse, il est enrôlé dans le Byakkotai, une unité de réserve de l'armée officielle du domaine d'Aizu. Cette unité fut appelée à l'action, et Dewa servit à la bataille d'Aizu durant la guerre de Boshin.
Dewa a suivi la 5e classe de l'Académie navale impériale du Japon, recevant un diplôme en étant 6e sur 43 cadets. Il a servi comme officier junior sur plusieurs navires des débuts de la Marine impériale japonaise, comme la corvette Tsukuba (en), le vaisseau de guerre Fusō (en), la canonnière Hosho (en), le vaisseau de guerre Ryūjō (en), la corvette Amagi (en) et les croiseurs Asama, Naniwa (en) et Takachiho (en). De 1886 à 1890, il fut commandant en second sur le croiseur Takao (en). De 1893 à 1893, il fut le capitaine des canonnières Akagi (en), et Tatsuta et fut promu au grade de capitaine en 1894.
Durant la première guerre sino-japonaise, Dewa a servi d'administrateur de la « flotte des mers occidentales », une force défensive patrouillant les eaux nationales japonaises. En 1893, il devint directeur de la section du personnel du ministère de la Marine. Plus tard, il fut capitaine de croiseur Tokiwa en 1898.
Il fut promu au grade de contre-amiral le 20 mai 1900, et de Vice-amiral le 6 juin 1904. Pendant la guerre russo-japonaise il fut commandant de la 3e escadre de croiseur de la 1re flotte de la Marine et participa à la bataille de Port-Arthur, la bataille de la mer Jaune, (où il commandait le croiseur Yakumo), et il mena la troisième escadre pendant la décisive bataille de Tsushima à partir de son navire amiral, le croiseur Kasagi (en).
En décembre 1905, il fut nommé commandant en chef de la 3e flotte de la Marine, et à partir de novembre 1906, il fut le directeur du bureau d'éducation navale.
Le 3 décembre 1907, Dewa fut anobli avec le titre de danshaku (baron) selon le système nobiliaire du kazoku.
Plus tard, il fut successivement commandant en chef de la 2e flotte de la Marine, du district naval de Sasebo, et de la 1re flotte.
Le 9 juillet 1912, il fut promu amiral. Shigeto Dewa fut la première personne ne venant pas du domaine de Satsuma (et la première personne d'Aizu) à atteindre le rang d'amiral de la Marine impériale japonaise. La personne suivante originaire d'Aizu à atteindre le rang de l'amiral sera Matsudaira Morio (en), le fils de l'ancien seigneur d'Aizu, Matsudaira Katamori.
Lors du scandale Siemens, en tant que président de la commission d'enquête, il concentra ses efforts sur le nettoyage de la corruption dans la Marine. Cela a par la suite mené à la chute du cabinet de l'amiral Gonnohyōe Yamamoto en mars 1914. Dewa se retira du service actif en 1925.
Pendant ses dernières années, Dewa s'impliqua dans la construction de mémoriaux aux victimes de la bataille d'Aizu. Sa tombe se trouve au cimetière d'Aoyama à Tokyo.

## Source de la traduction
- (en) Cet article est partiellement ou en totalité issu de l’article de Wikipédia en anglais intitulé « Dewa Shigetō » (voir la liste des auteurs).